# Ulrich Schindel

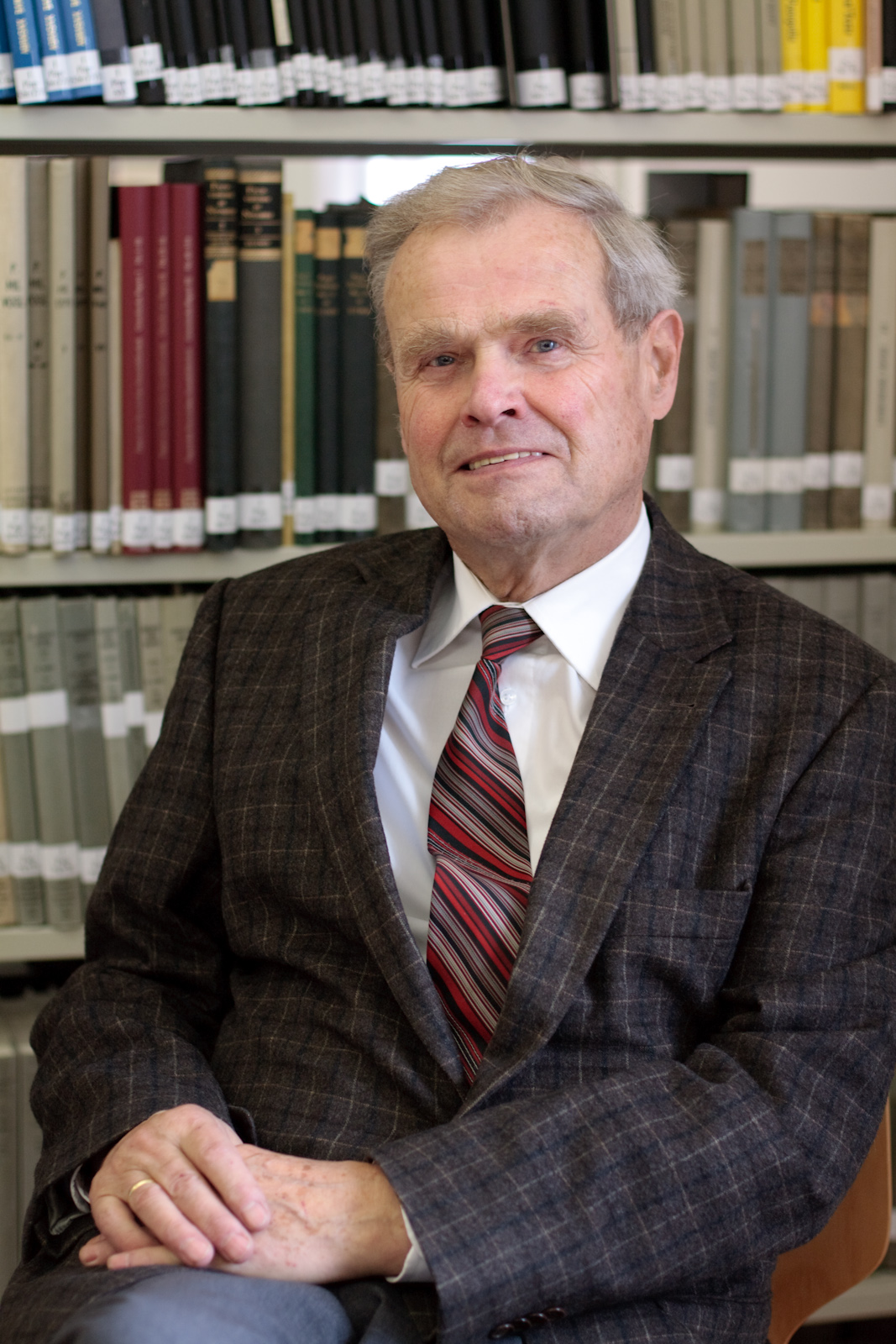
Ulrich Schindel (2009)

Ulrich Schindel (* 10. September 1935 in Frankfurt am Main; † 13. Juni 2025 in Göttingen) war ein deutscher Klassischer Philologe.

## Leben
Ulrich Schindel, der Sohn des Diplomingenieurs Ernst Schindel und der Erika geb. Vogt, besuchte die Volksschule in Frankfurt am Main und in Alsfeld, wo seine Familie von 1943 bis 1959 lebte. Ab Ostern 1946 besuchte er das Realgymnasium in Alsfeld und legte dort im Frühjahr 1955 die Reifeprüfung ab sowie eine Ergänzungsprüfung im Fach Griechisch (Graecum). Anschließend studierte er ab Mai 1955 Klassische Philologie an der Universität Göttingen, wo er im Wintersemester 1957/58 in das Philologische Seminar aufgenommen wurde. Jeweils ein Semester verbrachte er an der Universität Hamburg und an der Ludwig-Maximilians-Universität München. Am 5. Juli 1961 wurde er mit der Dissertation Demosthenes im 18. Jahrhundert zum Dr. phil. promoviert.
Ebenfalls an der Universität Göttingen habilitierte sich Schindel 1971 im Fach Klassische Philologie. 1974 wurde er zum außerplanmäßigen Professor ernannt, 1976 zum ordentlichen Professor (Lehrstuhlinhaber) für Lateinische Philologie in Göttingen. 2003 wurde er emeritiert.
Schindels Forschungsschwerpunkte waren lateinische und griechische Grammatik und Rhetorik, vor allem hinsichtlich ihrer antiken Entwicklung und späteren Rezeption. Die Entwicklung und Rezeption der antiken Rhetorik verfolgte er von den attischen Rednern bis zur Neuzeit. Er beschäftigte sich außerdem mit griechischer und lateinischer Dichtung, mit der Wissenschaftsgeschichte der Antike und mit der Geschichte der Klassischen Philologie insbesondere an der Universität Göttingen. Er war ordentliches Mitglied der Akademie der Wissenschaften zu Göttingen (seit 1986) und Mitglied der Mommsen-Gesellschaft, des Deutschen Altphilologenverbandes und der Braunschweigischen Wissenschaftlichen Gesellschaft.

## Schriften (Auswahl)
- Demosthenes im 18. Jahrhundert. Zehn Kapitel zum Nachleben des Demosthenes in Deutschland, Frankreich, England, Zetemata 31, 1963.
- Die lateinischen Figurenlehren des 5. bis 7. Jahrhunderts und Donats Vergilkommentar. Mit einem Anhang von zwei Editionen. Abhandlungen der Akademie der Wissenschaften zu Göttingen, Phil.-Hist. Kl., 3. Folge, Nr. 91, 1975.
- Anonymus Eckstein, Scemata Dianoeas quae ad rhetores pertinent, NGG Phil.-Hist. Kl. 1987, 7, S. 1–67.
- Die Rezeption der hellenistischen Theorie der rhetorischen Figuren bei den Römern. Abhandlungen der Akademie der Wissenschaften zu Göttingen, Phil.-Hist. Kl., 3. Folge, Band 243, 2001.
- Zur spätantiken Wissenschaftsgeschichte. Eine anonyme Schrift über die Philosophie und ihre Teile (Paris BN 7530). Nachrichten der Akademie der Wissenschaften Göttingen, phil.-hist. Klasse 2006, Nr. 1, S. 1–68.